# Parque Nacional Tallaganda
Parque Nacional Tallaganda é um parque nacional em New South Wales, Austrália.
O parque nacional dá nome a Phallocephale tallagandensis, uma espécie de verme de veludo que costuma originar-se ali.